# Grzegorz Petrowicz
Grzegorz Petrowicz (ur. 23 grudnia 1916 w Stecowej k. Śniatyna, zm. 17 grudnia 2004 w Rzymie) – ksiądz ormiańskokatolicki, doktor teologii, wieloletni profesor Papieskiego Kolegium Ormiańskiego w Rzymie, ostatni kapłan archidiecezji lwowskiej obrządku ormiańskiego.

## Życiorys
Pochodził z rodziny ormiańskiej. Osierocony przez matkę w wieku niemowlęcym. Dzięki pomocy ks. infułata Dionizego Kajetanowicza w 1928 przyjęty do Zakładu Naukowego im. Torosiewicza we Lwowie. W 1931 wysłany przez abpa Józefa Teodorowicza na studia w Papieskim Kolegium Ormiańskim w Rzymie. W 1941 roku przyjął święcenia kapłańskie z rąk arcybiskupa Sarkisa Der-Abrahamiana w obrządku ormiańskim.
Z powodu wybuchu II wojny światowej pozostał w Rzymie. Tam obronił doktorat i przez przeszło pół wieku wykładał w Kolegium. Był też osobistym sekretarzem patriarchy ormiańskokatolickiego, kardynała Grzegorza Piotra XV Agadżaniana, jednego z najpoważniejszych kandydatów na papieża po śmierci Piusa XII. Jest autorem monumentalnej pracy La Chiesa Armena in Polonia, opisującej dzieje kościelne Ormian polskich. Zmarł 17 grudnia 2004 w Rzymie, w wieku 88 lat.

## Wybrane publikacje
- L’unione degli armeni di Polonia con la Santa Sede: (1626-1686), Roma: Pont. Institutum Orientalium Studiorum 1950.
- I copisti e scrittori armeni di Polonia nei secoli XV-XVIII, Città del Vaticano: Biblioteca Apostolica Vaticana 1964.
- La chiesa armena in Polonia. Pt. 1, 1350-1624, Roma: Istituto degli studi ecclesiastici 1971.
- La chiesa armena in Polonia e nei paesi limitrofi. Pt. 3, 1686-1954, Roma: Istituto degli studi ecclesiastici 1988.